# 马克西米利安·冯·魏克斯
馬克西米利安·馮·魏克斯（德語：Maximilian von Weichs，1881年11月12日—1954年6月27日），全称馬克西米利安·馬里亞·約瑟夫·卡爾·加布里爾·拉莫拉爾，格隆河畔魏克斯帝國男爵（德語：Maximilian Maria Joseph Karl Gabriel Lamoral Reichsfreiherr von und zu Weichs an der Glonn），是第二次世界大战的一名德国元帅，也是最資深的德國軍官之一。貴族出身，擁有「帝國男爵」一頭銜。二戰期間魏克斯率兵先後進攻波蘭、法國、巴爾幹和蘇聯，直到1945年3月被阿道夫·希特勒免職。戰爭結束後魏克斯於盟軍軍事法庭以不起訴判決而釋放，死於1954年。

## 生平

### 早年生涯
魏克斯出生於德绍的一個貴族騎兵軍官家庭中，父親為德意志帝國陸軍的一名上校，曾任過安哈尔特邦公爵的廄長。魏克斯原本要就讀德紹當地國立學校，但在父親於1895年過世後全家轉往慕尼黑定居，因而就讀當地的威廉文科中學（Wilhelms-Gymnatium）。1900年中學畢業後，魏克斯加入了兰茨胡特的巴伐利亞王國騎兵團，1902年昇任少尉，1905年至1908年擔任了一個團副官，1910年進入巴伐利亞戰爭學院受訓，之後又被派到巴伐利亞參謀部受訓，於1914年3月晉升騎兵上尉。同年8月，第一次世界大戰爆發，魏克斯先後擔任了傳令軍官、巴伐利亞第4騎兵旅副官，在洛林、伊珀尔和佛兰德等地戰鬥，隔年被調任為巴伐利亞第5師的參謀官直到1917年。
戰爭結束後，魏克斯成為德国国防军10萬陸軍的成員之一，先後擔任第3騎兵師參謀官、騎兵第18團的騎兵連連長。1930年任駐法蘭克福的騎兵第1師參謀長，並晉升上校。1933年，魏克斯赴任波茨坦第三軍區步兵指揮官，之後又成了威瑪的第3騎兵師師長，該師於1935年改編為第1裝甲師。1936年，魏克斯升為騎兵上將，任第7軍指揮官。1937年10月，魏克斯赴任第13軍軍長（駐紐倫堡），並曾參與過德國對捷克斯洛伐克蘇台德地區以及全國的佔領行動。

### 第二次世界大戰

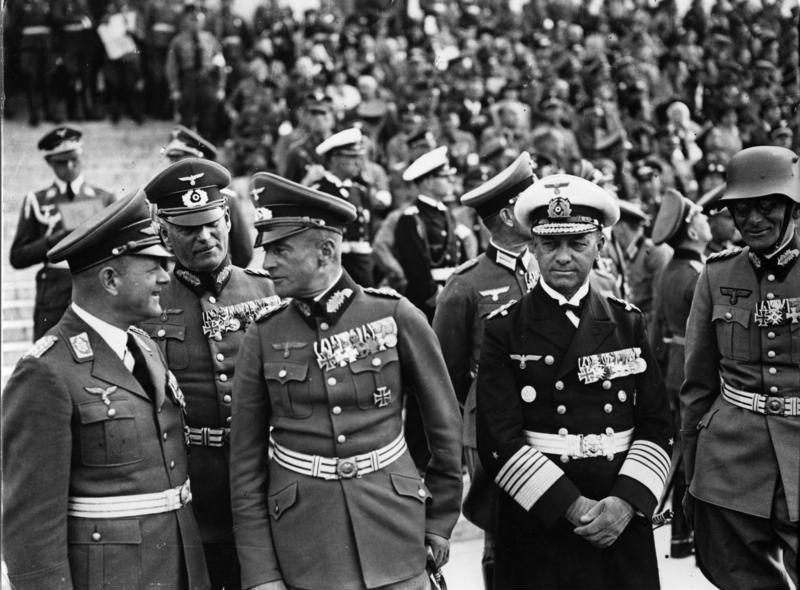
1938年在紐倫堡的魏克斯（戴鋼盔者）

1939年第二次世界大戰爆發，魏克斯指揮第13軍參與了波蘭戰役，對其首都華沙進行攻擊。之後在1939年10月26日被任命為第2軍團司令，參與1940年的法國戰役，於格特·馮·倫德施泰特指揮下的A集團軍往蘭斯方向進攻，並於6月13日穿過馬斯河，19日魏克斯獲得了騎士鐵十字勳章，同時升為大將。
1941年4月10日，魏克斯率軍對南斯拉夫王國發動攻擊，德國軍事介入巴爾幹半島，魏克斯麾下的軍隊也是第一批攻入貝爾格勒的德軍。巴爾幹戰役結束後，魏克斯的第2軍團被配入入侵蘇聯計畫—巴巴羅薩行動裡中央集團軍的一部分，於6月22日進軍蘇聯，魏克斯指揮軍隊進行了基輔戰役、斯摩稜斯克戰役以及維亞濟馬和布良斯克等地的軍事行動。1942年，德軍為彌補颱風作戰的失敗而重整旗鼓，發起藍色行動的攻勢，魏克斯則被派為新建的B集團軍的指揮官。B集團軍除了由德軍的漢斯·馮·扎爾穆特的第2軍團、赫爾曼·霍特的第4裝甲軍團、弗里德里希·保盧斯的第6軍團組成外，另有匈牙利第2軍團、義大利第8軍團和羅馬尼亞第3軍團與第4軍團，其中德軍第6軍團被派往拿下史達林格勒，並要負責周圍800公里的戰線。魏克斯曾向上提出警告表示戰線拉的太長，導致各地兵力不足，然而他多次要求兵力與補給，希特勒卻不予理會。希特勒的決定導致蘇軍發動天王星行動，突破軸心軍兩側薄弱的軍隊，包圍了史達林格勒裡的第6軍團，最後全部損失該軍團，德軍也元氣大傷。

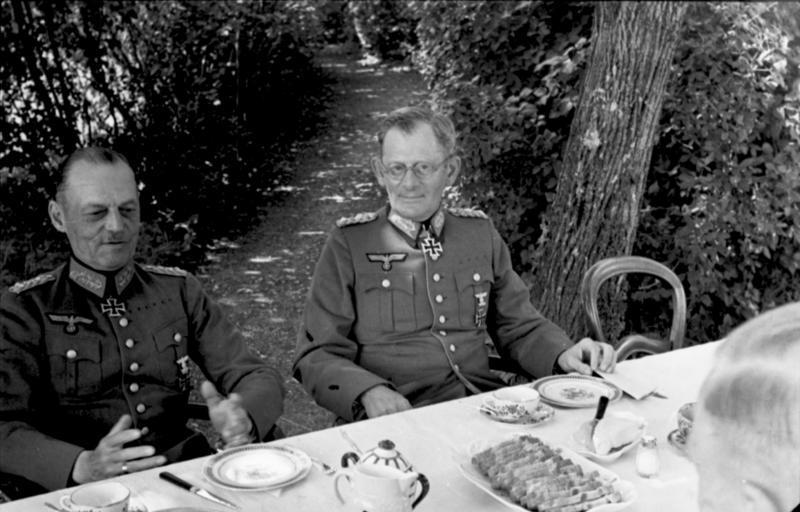
魏克斯與倫德施泰特（左）

1943年2月1日，魏克斯晉升為陸軍元帥。蘇軍開始對德軍反攻後，魏克斯對軍隊下達撤退以縮短戰線的命令，希特勒對魏克斯不滿，將其指揮的B集團軍抽調部份兵力，另組成頓河集團軍（由埃里希·冯·曼施坦因指揮），到了2月，剩餘的B集團軍與頓河集團軍合併，並整合為南方集團軍（一樣由曼施坦因指揮），而魏克斯則在7月10日被免職，降為後備指揮人員。
1943年8月，魏克斯被任命為F集團軍指揮官，負責防禦巴爾幹半島可能遭受盟軍入侵和鎮壓當地逐漸增強的游擊反抗勢力，然而魏克斯的指揮權受到希特勒嚴格限制。1944年3月，蘇軍已大規模反攻，有攻入羅馬尼亞的可能，同時當匈牙利王國有如義大利退出戰爭的跡象時，魏克斯受命率軍佈署於匈牙利邊境，但之後並未進攻。魏克斯在蘇軍攻入巴爾幹的同時也與海軍合作，撤出當地大量的德軍至後方。1945年1月，蘇軍攻入東普魯士，海因茨·古德里安大將建議希特勒將剩餘可用兵力集結起來，另組一個維斯瓦河集團軍，並交由魏克斯指揮，但希特勒因為魏克斯貴族階級的身份以及阿爾弗雷德·約德爾大將進言希特勒：「虔誠的天主教徒是不能勝任這種職務的。」因而再次被解除指揮權，降為後備指揮人員，而維斯瓦河集團軍則交給海因里希·希姆莱指揮。5月2日，魏克斯被美軍俘虜。

### 戰後
戰後魏克斯於1947年初於盟軍法庭上受審，原本因為其鎮壓游擊隊的活動而起訴，但因為健康因素而未予起訴釋放。1954年9月27日，魏克斯病逝於波昂附近的呂斯山。

## 資料來源
1. ↑  （德文）馬克西米利安·馮·魏克斯男爵 （页面存档备份，存于）
2. 1 2  （中文）《德軍元帥小傳》，第263頁。
3. ↑  （中文）《德軍元帥小傳》，第264頁。
4. 1 2  （德文）1881-1954 馬克西米利安·馮·魏克斯 （页面存档备份，存于）
5. 1 2  （中文）《德軍元帥小傳》，第268頁。